# Gueórguievskoie (Adiguèsia)
|  | Per a altres significats, vegeu «Gueórguievskoie (Krasnodar)». |

Gueórguievskoie (en rus Гео́ргиевское) és un poble de la República d'Adiguèsia, a Rússia. És a 30 km a l'est de Guiaguínskaia i a 30 km al nord-est de Maikop. Pertany al municipi de Serguíevskoie.